# Emil Boc
Emil Boc (ejtsd: Bok, Havasrekettye, 1966. szeptember 6. –) román politikus, 2004–2009 között és 2012-től Kolozsvár polgármestere, 2008–2012 között Románia miniszterelnöke.

## Életrajza
1987–1989 között a Romániai Kommunista Diákszövetség (UASC) kolozsvári szervezetének az elnöke volt.
1991-ben végzett a kolozsvári Babeș–Bolyai Tudományegyetem (BBTE) történelem-filozófia karán, majd 1995-ben ugyanitt a jogi karon. 1996 óta a kolozsvári ügyvédi kamara tagja. Egyetemi előadótanár a kolozsvári egyetem politikai és közigazgatás-tudományi karán illetve a jogi karon. 1992 és 1998 között több ízben külföldi egyetemeken volt tanulmányi ösztöndíjas (1992 - Nottingham, 1994 - Pittsburgh, 1996 - Charlottesville, Virginia, 1997 és 1999 - Brüsszel, 1998 - East Lancing, Michigan).
2003-tól kezdve a Demokrata Párt (PD) ügyvezető elnöke és a párt parlamenti csoportjának vezetője. A 2004-es helyhatósági választásokon Kolozsvár polgármestere lett, 2008-ban az első fordulóban újraválasztották a szavazatok 76,2%-ával. Miután a Demokrata Párt egyesült a Teodor Stolojan vezette Liberális Demokrata Párttal Demokrata Liberális Párt (PD-L) néven, az új szervezetnek Emil Boc lett az elnöke.
2006-ban tett javaslatát, mely szerint az áfát a jövedelmek függvényében kellene differenciálni, a közgazdászok abszurdnak és kivitelezhetetlennek minősítették. Utóbb Emil Boc megmagyarázta, hogy a javaslatot félreértelmezték; ő valójában a célirányosabb szociális védelemre gondolt, amely a legszegényebb rétegek kedvezményezését szolgálta volna.
2008. december 15-én, a választások következtében és a Traian Băsescu által eredetileg jelölt Teodor Stolojan visszalépése után, az államelnök Emil Bocot jelölte Románia miniszterelnökének, majd a Szociáldemokrata Párttal (PSD) nagykoalíciós kabinet alakított.
A PSD kilépése, és a román parlamenti képviselők – az ellene benyújtott – bizalmatlansági indítványának megszavazása után első kormánya 2009. október 13-án megbukott, azonban Traian Băsescu elnök újból őt kérte fel kormányalakításra. A második kormányban, 2009. december 23-ától a PD-L a Romániai Magyar Demokrata Szövetséggel (RMDSZ) kormányzott együtt, egészen addig amíg 2012. február 6-án  be nem jelentette kabinetje lemondását.
A 2012-es önkormányzati választásokon ismét Kolozsvár polgármesterévé választották a szavazatok 40,03%-ával, ugyanakkor pártja gyenge teljesítménye miatt Boc és a PD-L teljes vezérkara június 14-én benyújtotta lemondását. Helyét a párt élén korábbi belügyminisztere, Vasile Blaga vette át. Bocot 2016-ban és 2020-ban, illetve 2024-ben is újraválasztották Kolozsvár polgármesterévé.

## Fordítás
- Ez a szócikk részben vagy egészben az Emil Boc című román Wikipédia-szócikk ezen változatának fordításán alapul.  Az eredeti cikk szerkesztőit annak laptörténete sorolja fel. Ez a jelzés csupán a megfogalmazás eredetét és a szerzői jogokat jelzi, nem szolgál a cikkben szereplő információk forrásmegjelöléseként.